# Великі школи

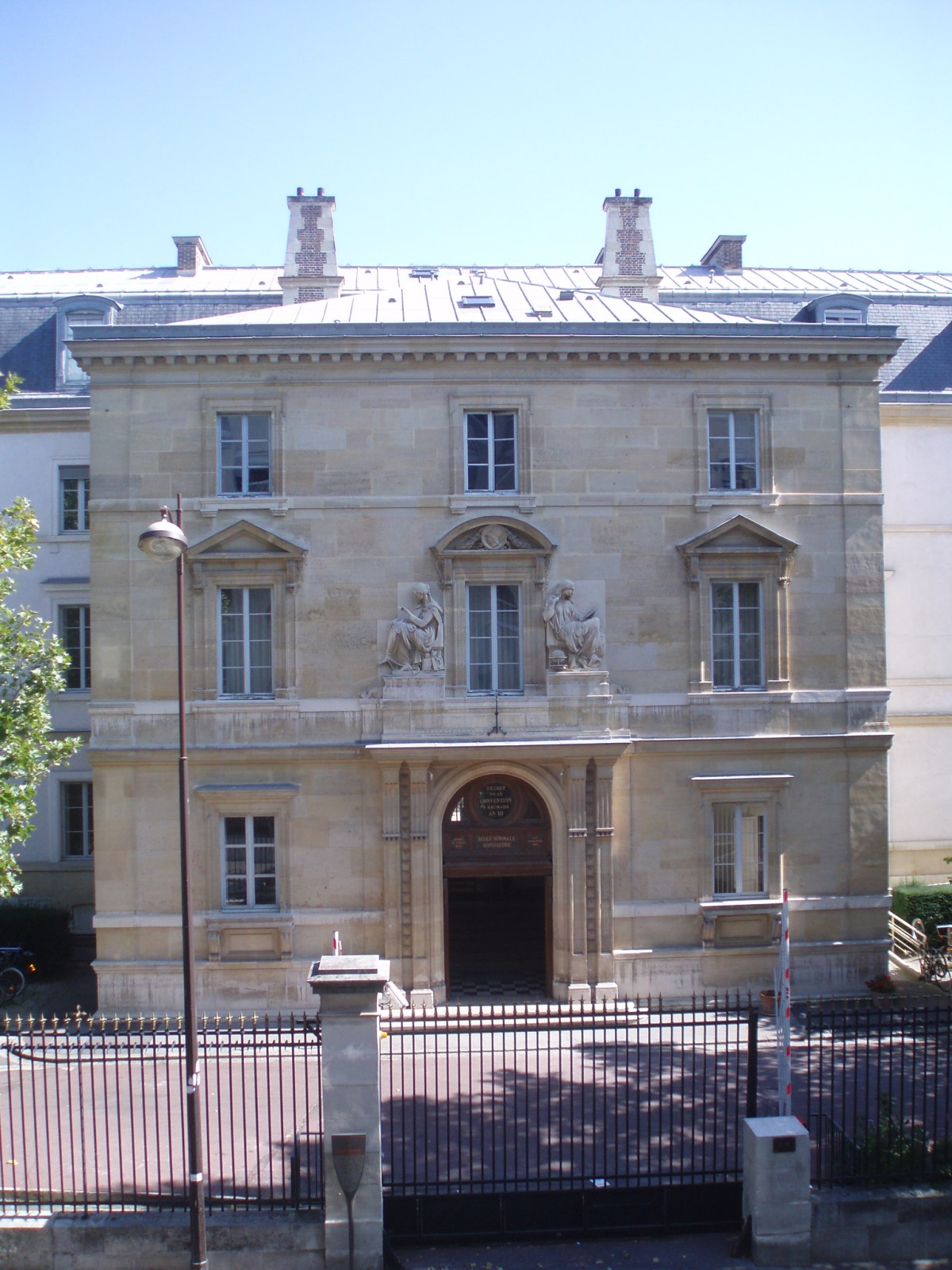
Вища нормальна школа, одна з найвідоміших Великих шкіл

Великі школи (фр. Grandes écoles), часом Вищі школи (фр. Écoles Supérieures) — спеціалізовані вищі навчальні заклади у Франції, в яких зазвичай викладається одна фахова дисципліна або кілька споріднених дисциплін, а фахова підготовка студентів включає в себе багато елементів загальної гуманітарної освіти.
У Франції Великі школи є навчальними закладами, які готують елітні кадри для державного адміністрування, військової справи, економіки, науки та культури. Престиж Великих шкіл значною мірою перевищує престиж університетської освіти. Водночас не існує точної правової дефініції терміна «Великі школи». Зазвичай до Великих шкіл зараховують вищі навчальні заклади, які входять до Конференції Великих шкіл (фр. Conférence des grandes écoles), тобто на сьогодні це 216 закладів вищої освіти, серед яких 14 установ знаходяться за межами Франції.
Термін «Великі школи» не слід плутати з терміном «Великі заклади», що на відміну від першого, є офіційним адміністративно-правовим терміном на позначення державних установ освітнього та наукового характеру.

## Історія
Після Французької революції всі університети, багато з яких виникли у Франції ще в середньовіччі, було ліквідовано. Нове заснування університетів відбулося вже за часів Наполеона, 1808 року. Тоді було відроджено 12 колишніх університетів. Паралельно до університетів, які мали свій традиційний поділ на факультети права, медицини та філософії й філології, почали з'являтфся вищі навчальні заклади нового типу. Ці нові вищі школи пропонували освіту лише за однією дисципліною або за групою споріднених дисциплін й мали на меті підготовку лояльних та кваліфікованих кадрів для французької державної адміністрації. Важливою ознакою нових шкіл була обмежена кількість місць навчання, що визначалася за потребами держави. Іншою відмінністю від університеів були вступні іспити (Concours). У XIX столітті торгово-промислові палати міст стали засновувати власні комерційно-економічні школи, які були організовані за зразком державних вищих шкіл.
Наступниками цих закладів є сьогоднішні Великі школи, які завдяки суворому відбору абітурієнтів, зберігають статус елітних навчальних закладів. Традиційно старіші Великі школи вважаються престижнішими, ніж ті, що засновані не так давно. Так само вищий престиж мають школи, що розташовані в Парижі та у його передмістях.

## Основні навчальні заклади за напрямками
Зі списку 216 навчальних закладів, що є членами Конференції Великих шкіл (фр. Conférence des grandes écoles), можна виділити такі основні групи Великих шкіл за напрямами:
- Вищі нормальні школи, які готують переважно науковців та викладачів вишів. Випускників вищих нормальних шкіл називають «ENS Alumni» або «Normaliens». Вони вважаються державними службовцями, що проходять навчання, й відповідно в студентські роки вже одержують заробітну плату державного службовця. Зі свого боку вони беруть на себе зобов'язання відпрацювати 10 років на Французьку державу. Найвідомішою школою цього типу є Вища нормальна школа (на студентському жаргоні — просто «Ульм») в Парижі, що знаходиться на рю д'Ульм.

- Політехнічні школи. Найвідомішою є Політехнічна школа в Парижі (на студентському жаргоні — l'X), що перебуває під опікою міністерства оборони. До цього типу шкіл належать також такі заклади, як Гірнича школа Парижа, Центральна школа Парижа, Національна вища школа мистецтв і ремесел, Національна школа статистики та економічного управління, Національна школа мостів та доріг, Центральна школа публічних робіт, будівництва та промисловості.

- Адміністративні вищі школи та вищі школи соціальних наук. До цієї групи входять дев'ять інститутів політологічних досліджень. Найвідомішим з них є Інститут політичних досліджень у Парижі (скорочено фр. Sciences Po), що розташований у VII окрузі Парижа, поряд з численними міністерствами й відомствами. Тривалий час саме в цій школі навчалася практично вся французька політична та промислова еліта[2] Після Другої світової війни за прикладом Паризького у провінції було відкрито низку нових політичних інститутів, зокрема у Екс-ан-Провансі, Бордо, Ліллі, Ліоні, Ренні, Страсбурзі, Тулузі. Випускники «Sciences Po» мають також можливість продовжити післядипломне навчання в елітній Національній школі адміністрації (Франція), закінчення якої гарантує престижний міністерський пост або високу посаду в приватному секторі економіки.

- Вищі школи комерції (вищі бізнес-школи). Найвідоміші школи цього типу: Вища школа економічних та комерційних наук, ESCP Europe, Ліонська філія EMLYON Business School, Гренобльська школа менеджменту, Audencia Nantes, Sup de Co Montpellier, ESC Rennes School of Business[3].

- Військові училища, такі як Школа військового морського флоту (École navale).
- Вищі аграрні та екологічні школи: Інститут наук та промисловості життя та навколишнього середовища (Institut des sciences et industries du vivant et de l'environnement).
- Ветеринарні інститути (Національна ветеринарна школа в Альфорі)

- Архівна справа: Національна школа хартій.
- Мистецтвознавство та археологія: Луврська школа (École du Louvre).
- Художні школи: Національна вища школа красних мистецтв, Національна вища школа декоративного мистецтва.